# ناثانيل ماكلين
ناثانيل ماكلين (بالإنجليزية: Nathaniel McLean)‏ هو ضابط أمريكي، ولد في 2 فبراير 1815 في سينسيناتي في الولايات المتحدة، وتوفي في 4 يناير 1905 في بلبورت في الولايات المتحدة.